# 德加蘭峰
德加蘭峰（英語：DeGalan Peak）是南極洲的山峰，位於奧次地，屬於不列顛嶺的一部分，海拔高度2,470米，以美國研究計劃的僱員命名，現時由南極條約體系管理。